# Ectropothecium ptychofolium
Ectropothecium ptychofolium là một loài Rêu trong họ Hypnaceae. Loài này được N. Nishim. mô tả khoa học đầu tiên năm 1984.